# امرأة على الهامش (فلم)
امرأة على الهامش فيلم دراما مصري من إنتاج العام 1963 من إخراج حسن الإمام. الفيلم من بطولة هند رستم وحسن يوسف وزيزي البدراوي.

## قصة الفيلم
تدور أحداث الفيلم حول ممثله مشهوره (هند رستم) تعتزل وتتزوج من رجل غني زواج عرفي وبعد فترة تهدده أسرة الرجل بأنها ستحرمه من الميراث إذا لم يطلقها فقرر أن يتركها وعرف أنها حامل فتنتظر حتى تلد وسرق ورقة الزواج العرفي وهرب وبعد أيام اكتشفت خيانة زوجها وقتلته في القطار الذي كان سيسافر فيه مع زوجته الجديدة فحكم على هند بسجن المؤبد وأخذت الخادمة الولد لتربيه لكنها بعد ذلك عملت راقصة فخافت على الولد وأعطته لأسره غنيه وبعد عشرين سنه حكم على الأم بالإفراج فراحت تبحث عن ولدها وعملت خادمة في المنزل الذي يعيش فيه ابنها وسمت نفسها هانم واستمرت الأحداث في محاولة هند رستم من إصلاح أخلاق ابنها سمير (حسن يوسف) الذي يعتدي على فتاة فتحمل منه.

## طاقم العمل
- هند رستم
- حسن يوسف
- زيزي البدراوي
- زوزو نبيل
- محمد عوض
- إكرام عزو
- هالة فاخر
- سهير الباروني

## وصلات خارجية
- مقالات تستعمل روابط فنية بلا صلة مع ويكي بيانات